# Holbæk Skibsværft
Holbæk Skibsværft var det senest fungerende skibsværft på Sjælland. Det var placeret i Holbæks Gammel havn ved den vestlige side af havnefronten. Skibsværftet indstillede sine kommercielle aktiviteter ved udgangen af 2007, hvorefter lokaliteterne overgik til Holbæk Kommune.
Efter den gradvise nedgang i efterspørgsel efter den type af mindre skibe, som værftet producerede var værftet allerede i den sidste den af 1900-tallet overgået fra bygning af komplette skibe til reparationsaktiviteter. Ved sin lukning i 2007 beskæftigede værftet 37 medarbejdere.

## Historie
Værftet blev stiftet i 1938 af Anton Nielsen, der kom til byen fra Korsør med sine to sønner Erling og Carlo. Han fik hurtigt succes og virksomheden havde sit højdepunktet i 1960'erne, hvor værftet beskæftigede flere hundrede medarbejdere. Anton Nielsen døde i 1964, hvor hans sønner fortsatte værftet indtil 1980, hvor Leif Mortensen overtog det. Han brugte det dog primært som reparationsværft og til andre aktiviteter, fx produktion af campingvogne.
Værftet byggede i alt 343 skibe, hvor den største kunde var Den Kongelige Grønlandske Handel, som man leverede 118 skibe til. Derudover byggede man Søværnets minestrygere på Holbæk Skibsværft. Skibet Tikerak, der blev færdiggjort i 1949, var det største der blev bygget på Holbæk Skibsværft. Det blev navngivet af daværende statsminister Hans Hedtoft.
I 1951 byggede værftet fragtgaleasen Vanja.

## Nuværende aktiviteter
Foreningen "Forum for Gamle Havn" blev stiftet 18. september 2007 med det formål at arbejde for at bevare det maritime miljø i havnen samt at medvirke til at værftets faciliteter forsat kan anvendes til reparation og vedligeholdelse af områdets træskibe. I 2013 fik foreningen i samarbejde med en række andre aktører og Holbæk Kommune støtte på 21 millioner fra en række fonde til at skabe en reparationsfacilitet for træskibe- og både.